# キア・EV6
EV6（イーヴイシックス）は韓国の自動車メーカーKIAが販売する小型電動SUV（EV）である。

## 概要
KIAは以前よりニロやボンゴIIIにEVを設定しているが、当車は同社初のEV専用車種として登場。
兄弟車であるヒョンデ・アイオニック5やジェネシス・GV60同様、後輪駆動を軸としたEV専用プラットフォーム「E-GMP（Electric-Global Modular Platform）」を採用している。

## 歴史

### 初代（CV型、2021年 - ）
2021年3月15日に一部概要が公開され、同年8月2日、韓国にて正式発表。
内外装は新しいデザインテーマである「Offerjit United」に沿ったものとしつつ、エクステリアは「Power to Progress」というテーマも与えられており、韓国、ドイツ、アメリカの各デザインスタジオが共同で手掛けている。KIAの他車種同様の「タイガーノーズグリル」を昇華させて採用し、KIAファミリーの一員であることを強調している。またアウタードアハンドルはGV60同様の自動格納式を採用している。
前述のとおりE-GMPを採用しており、AWDも用意される。パワーユニットであるモーターは2WDの場合、168kWの最高出力と350Nmの最大トルクを誇り、満充電時の航続可能距離は451kmを可能とする。モーターは2WDモデルが1基、AWDモデルが2基を搭載し、後者は2WDとAWDを自由に切り替えられる「ディスコネクターアクチュエータシステム（DAS）」を採用。バッテリー容量はいずも77.4kWhを誇る。
2022年、韓国車で初となるヨーロッパ・カー・オブ・ザ・イヤーを受賞。
2023年1月、北米SUVオブ・ザ・イヤー2023を受賞。

Euro NCAPでは星5つを獲得しており、安全面でも優秀である。

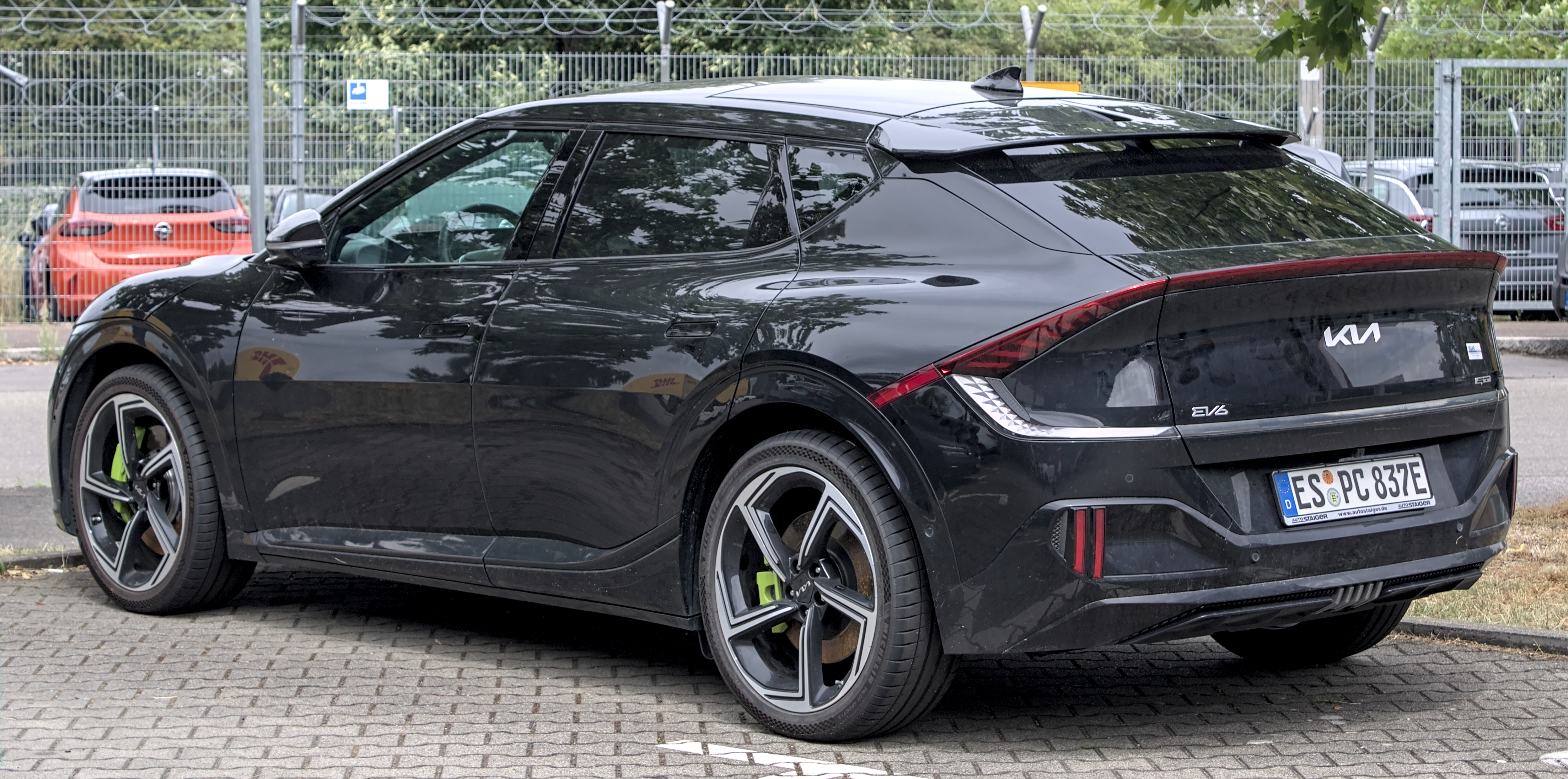
GT リア
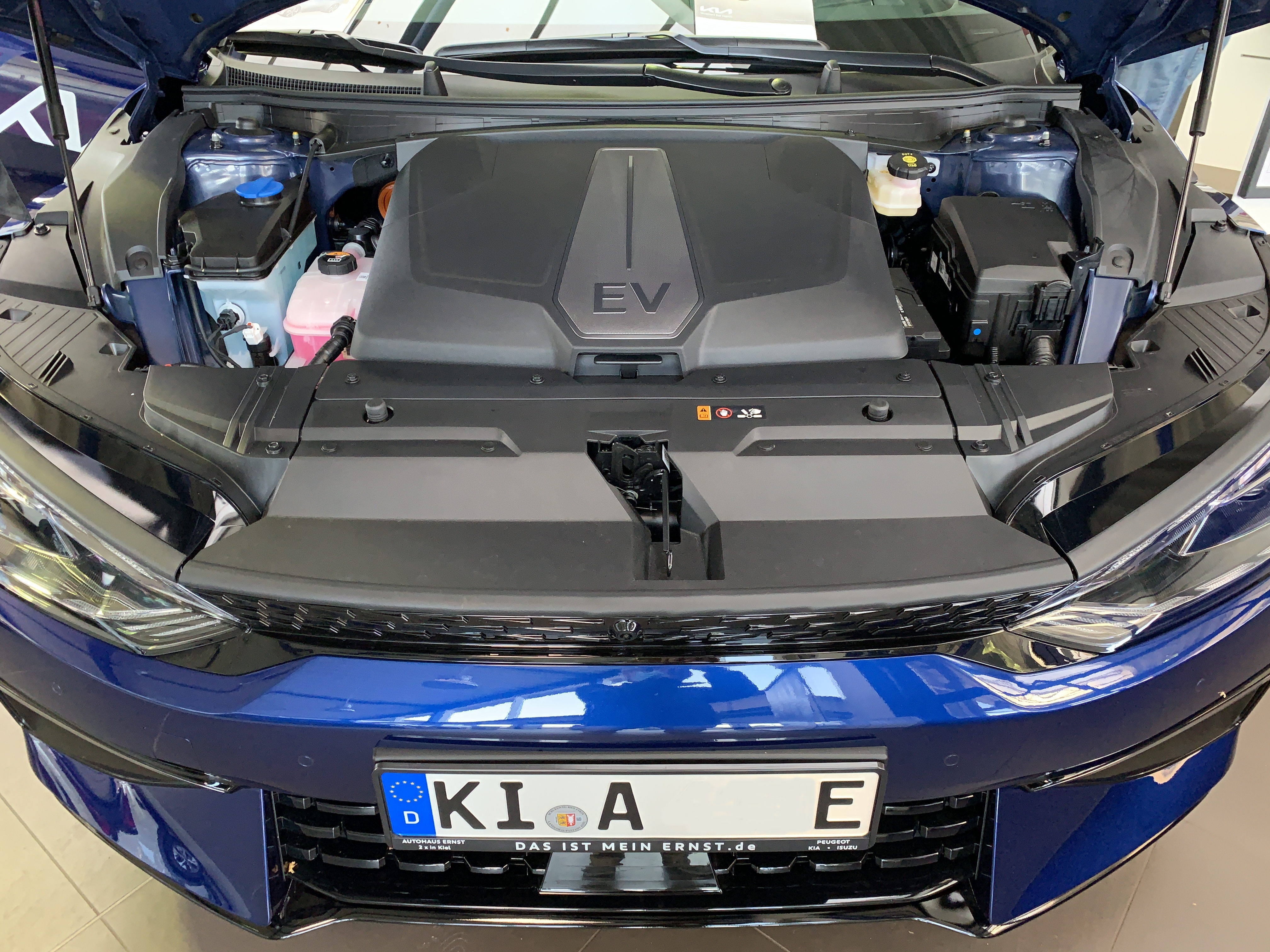
モーター
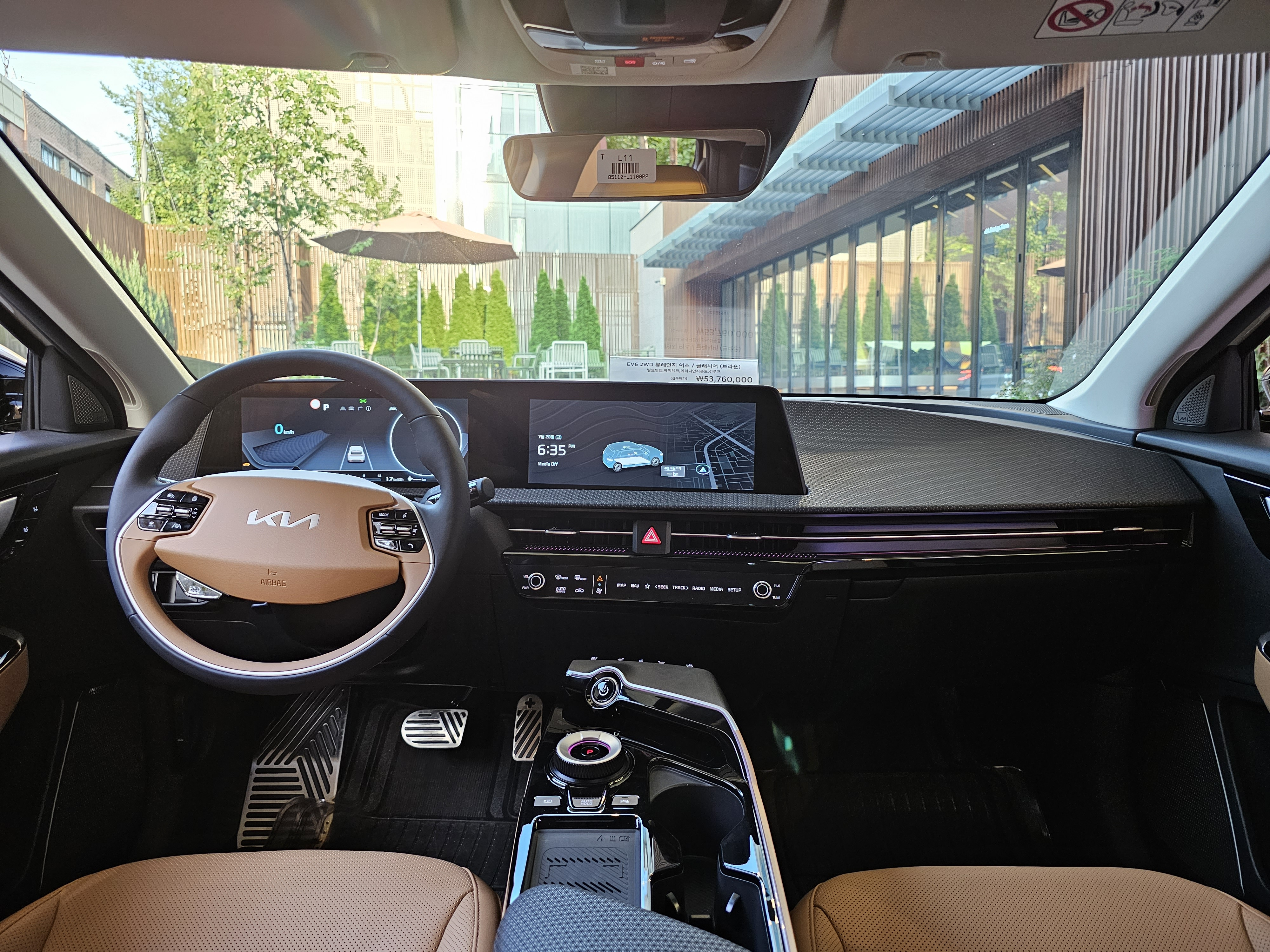
インテリア
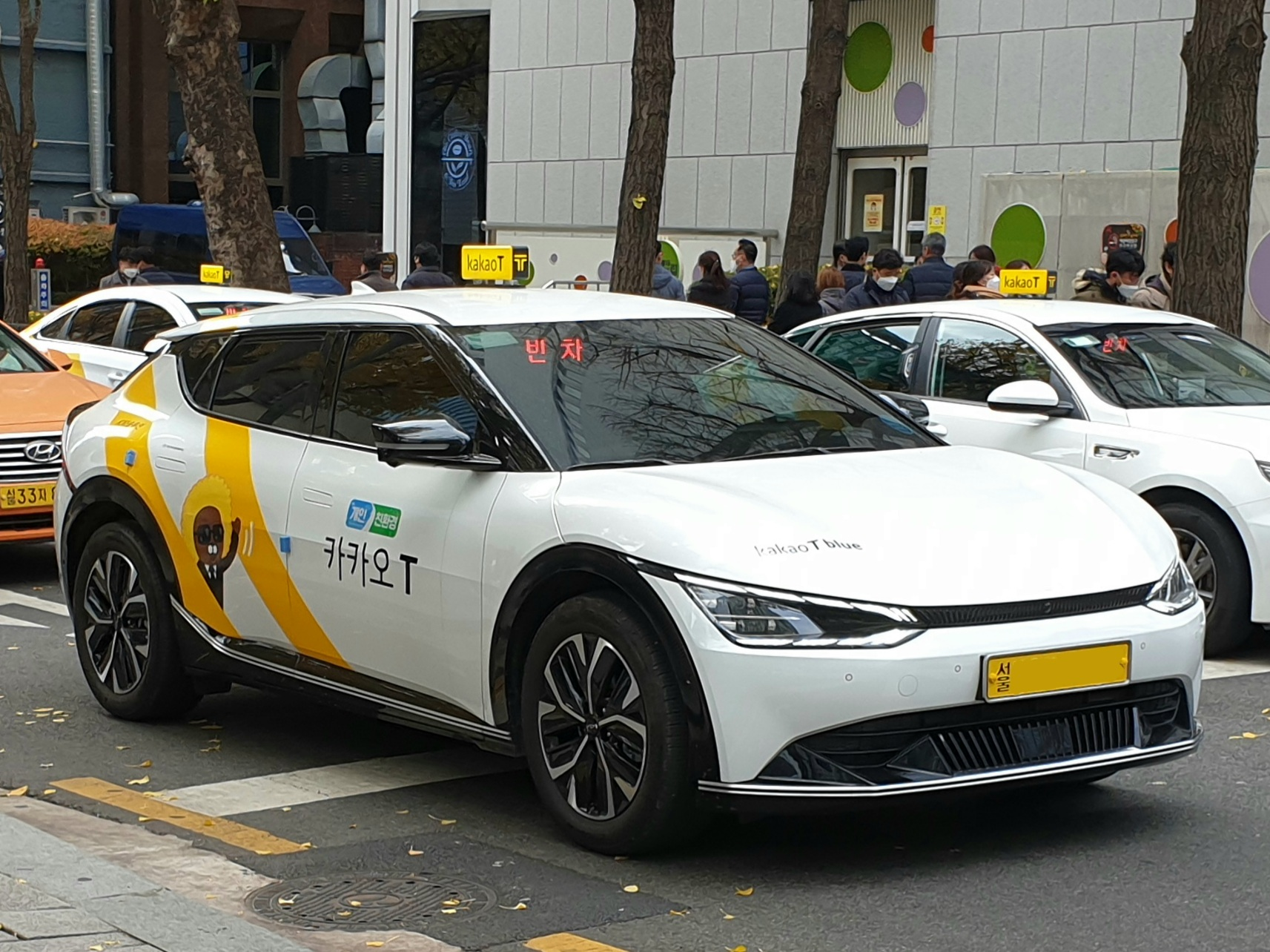
タクシー
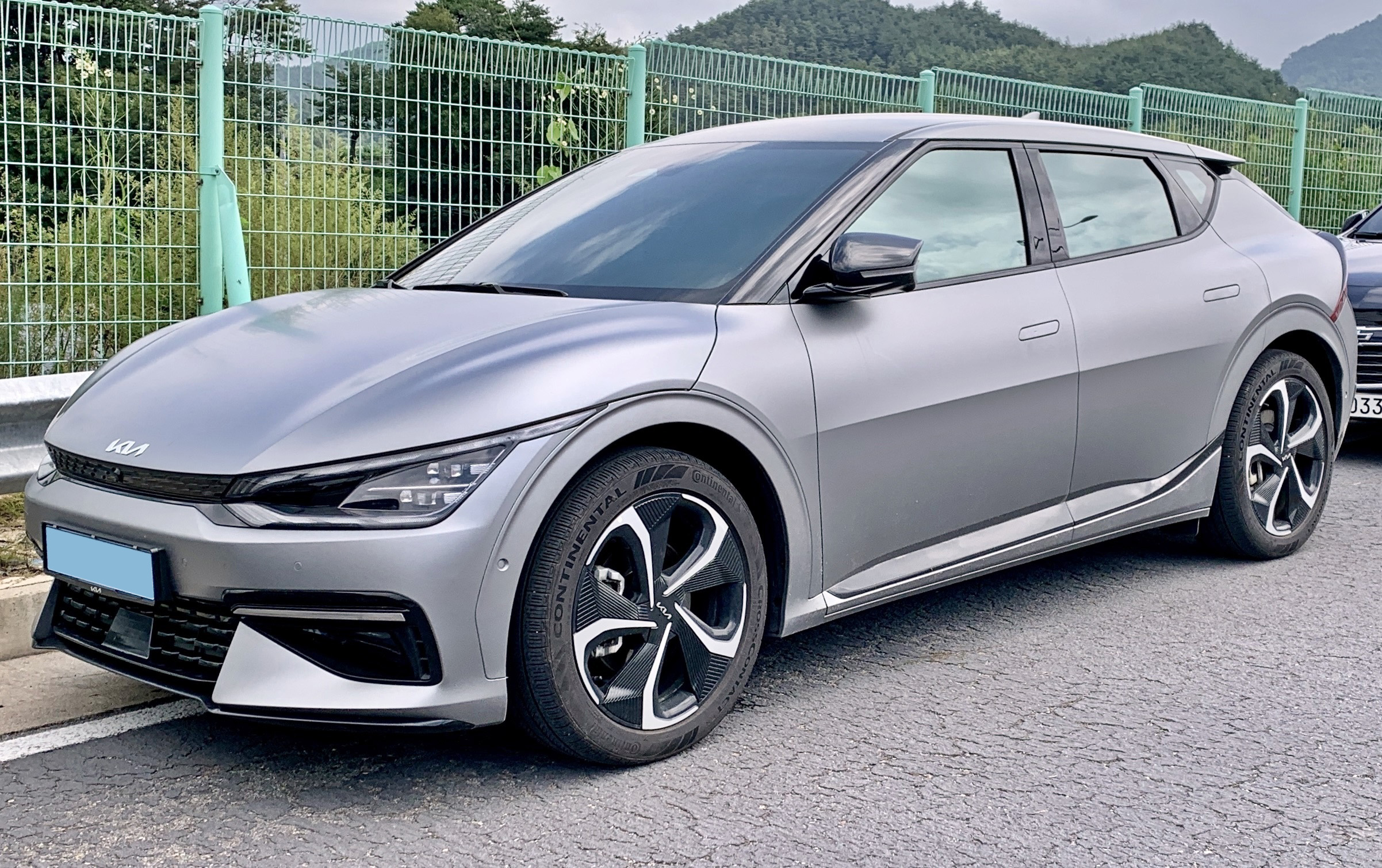
GTライン フロント
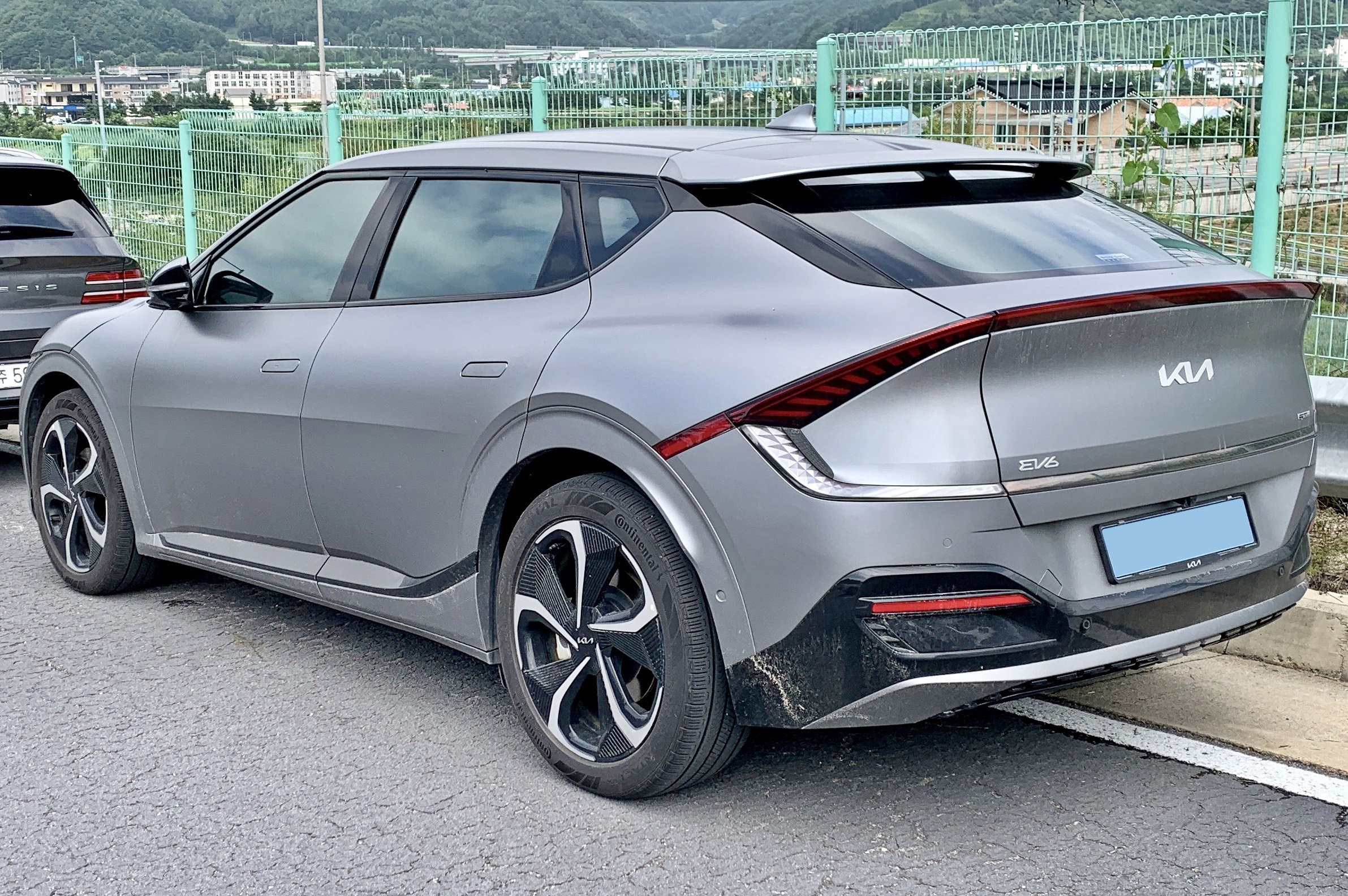
GTライン リア

### 2代目（フェイスリフト）
2024年5月2日、The New EV6のティーザー画像が公開され、5月13日に正式に発表した。
外観は統一感がないという意見からEV9にインスパイアされており、ヘッドライトやバンパーの形が大きく変化している。

バッテリー容量は84.0 kWhに進化し、1回の充電で航続距離は494kmを可能とする。

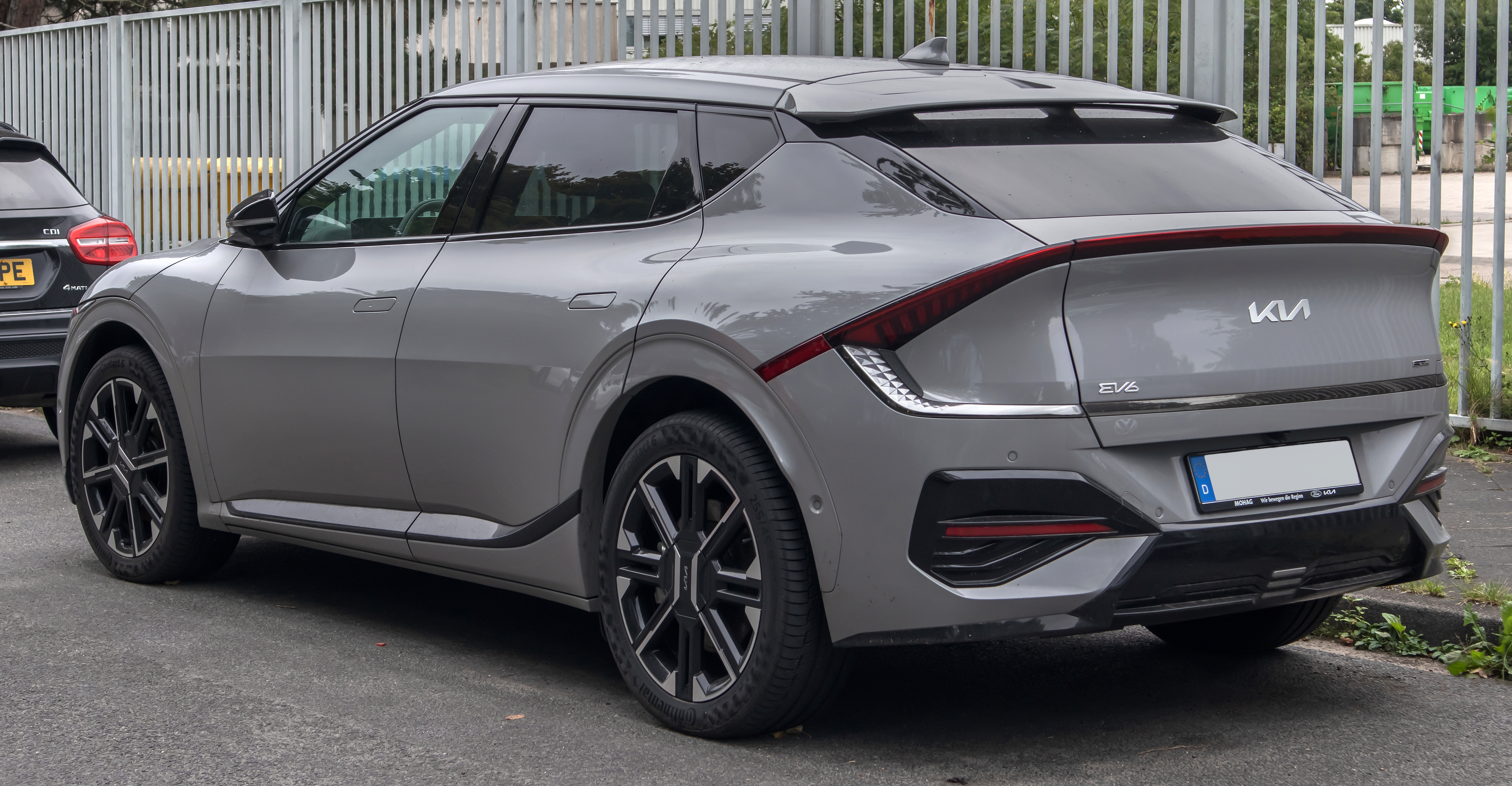
GT リア
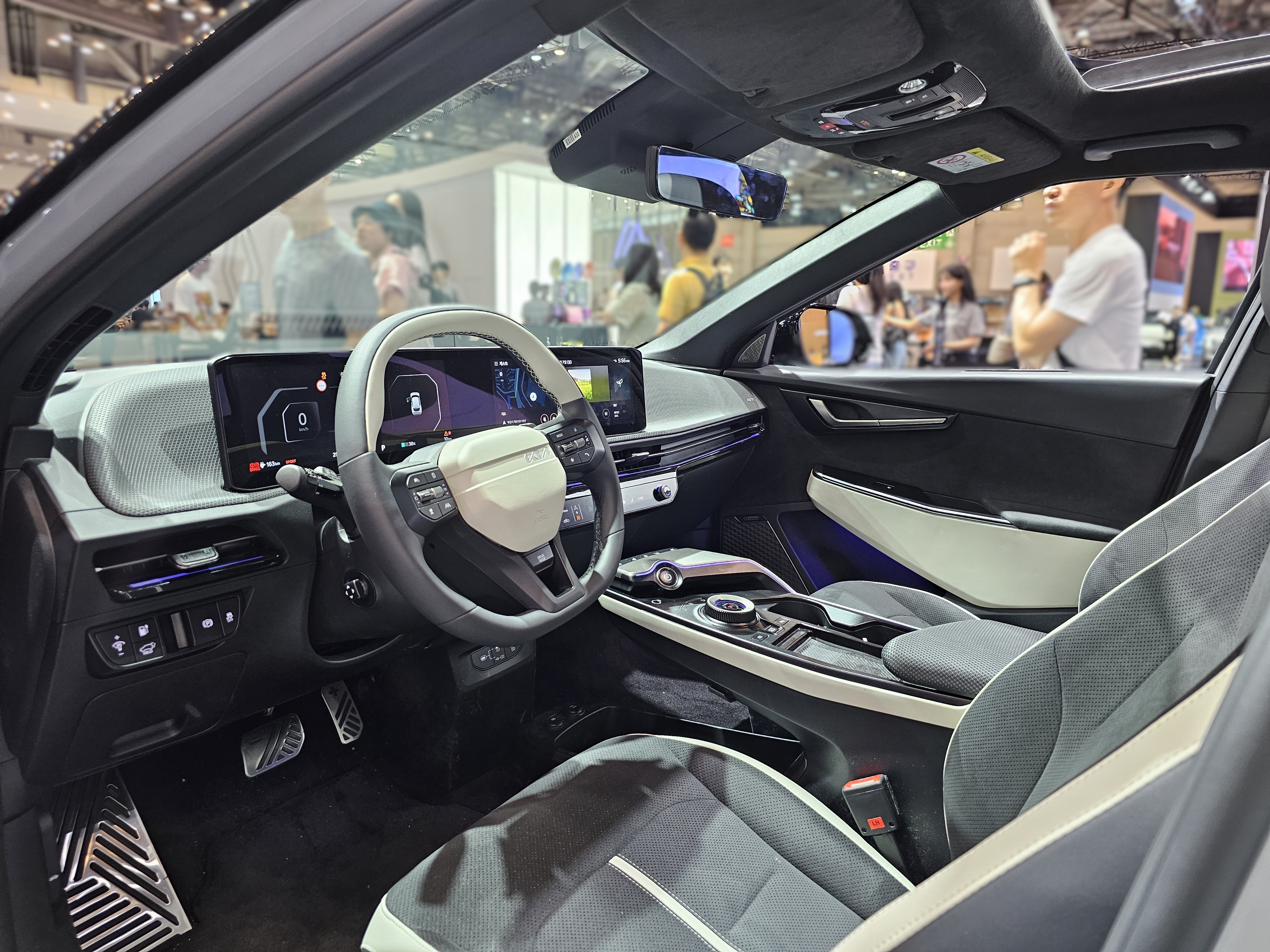
GT インテリア